# فرودگاه شهری تاور
فرودگاه شهری تاور (به انگلیسی: Tower Municipal Airport) یک فرودگاه همگانی باربری است که یک باند فرود آسفالت دارد و طول باند آن ۱۰۳۶ متر است. این فرودگاه در کشور ایالات متحده آمریکا قرار دارد و در ارتفاع ۴۱۷ متری از سطح دریا واقع شده است.